# Nazionale maschile di rugby a 15 del Laos
La nazionale di rugby XV del Laos rappresenta la Laos nel rugby a 15 in ambito internazionale, dove è inclusa fra le formazioni di terzo livello.

Nel 1974 disputò alcuni incontri, tutti conclusisi con la sconfitta del paese asiatico, a cui seguì un lungo periodo di inattività interrotto nel 2006 grazie alla riorganizzazione del rugby asiatico.